# New Boston Village Historic District
Als New Boston Village Historic District ist ein Ensemble von 75 Bauwerken und sonstigen Objekten auf dem Stadtgebiet von Sandisfield in Massachusetts im National Register of Historic Places mit dem Status eines Historic District eingetragen. Davon gelten 56 Einzelobjekte als Contributing Property. Im Zentrum des knapp 104 ha großen Gebiets befindet sich das New Boston Inn, eines der ältesten Gebäude der Stadt.

## New Boston Village
New Boston Village liegt im südlichen Berkshire County. Es grenzt an die Städte Tolland, Otis und Monterey im Osten, New Marlborough im Westen und den Bundesstaat Connecticut im Süden. New Boston wird von zwei Flüssen durchquert: dem westlichen Arm des Farmington River in Nord-Süd-Richtung und dem Clam River in Nordwest-Südost-Richtung. Parallel zum Fluss verläuft die MA 8, die von der MA 57 im Zentrum des Dorfes gekreuzt wird. Die Grenzen des Distrikts wurden so festgelegt, dass sie die historischen Ressourcen des Dorfes umfassen und die auf historischen Karten dargestellten Dorfgrenzen widerspiegeln.

## Historische Bedeutung
New Boston Village ist historisch bedeutsam, da sich hier die erste Siedlung der späteren Stadt Sandisfield befand. Die Gründer teilten das Gelände in Parzellen auf und zogen Siedler für die Landwirtschaft an. Die Wasserkraft des Farmington River ermöglichte die Entwicklung von wasserbetriebenen Industriezweigen. Die Stadt war ein typisches Beispiel für eine ländliche Gemeinde im Westen von Massachusetts, die auf Landwirtschaft und Handel basierte und später den Schwerpunkt auf Tourismus und lokale Dienstleistungen verlagerte. In New Boston Village wurden Schrot- und Holzmühlen sowie Geschäfte errichtet, von denen zwei noch heute existieren: das New Boston Inn und der S. C. Parsons & Son Store. Ärzte und ein Hutmacherladen trugen zum Leben und Arbeiten in der Stadt bei. Die Entwicklung von New Boston wurde beeinträchtigt, als es in den 1870er Jahren nicht gelang, die Siedlung an die Eisenbahn anzuschließen. Im ersten Jahrzehnt des 20. Jahrhunderts hatte das Dorf seine wirtschaftliche Grundlage auf den Handel durch den Tourismus verlagert, ein Schritt, der im gesamten Berkshire County vollzogen wurde und Schriftsteller und Musiker anzog, die im Dorf Theaterstücke und Opern aufführten. Trotz der wirtschaftlichen Veränderungen bleibt der kommerzielle Knotenpunkt eines florierenden Dorfes durch das New Boston Inn gut sichtbar. Landwirtschaftliche Aktivitäten wie Ackerbau und Viehzucht bildeten die Grundlage der lokalen Wirtschaft und blieben für einige Bewohner während des gesamten Bedeutungszeitraums ein Schwerpunkt.

### Koloniale Periode (1675–1776)
Im Jahr 1735 wurde von Investoren aus Worcester Land im Westen von Massachusetts beantragt. Einer der Teile dieses Landes, zwischen den Gemeinden Westfield und Sheffield gelegen, wurde Sandisfield genannt. Vor der Übernahme durch die Eigentümer aus Worcester wurde das Land von den Housatonic genutzt, jedoch scheint es keine dauerhafte Besiedlung im Gebiet des heutigen Sandisfield gegeben zu haben. Die neuen Eigentümer der sogenannten „Plantage“ mussten das Land von den amerikanischen Ureinwohnern erwerben. Zusätzlich waren sie für die Vermessung und gerechte Aufteilung des Landes, den Bau eines Straßensystems sowie für das Marketing und die Verwaltung der Plantage verantwortlich, bis ein lokaler Ausschuss von Siedlern gebildet wurde und alle Grundstücke verkauft waren. Aus dieser Aufteilung gingen die heutigen Stadtgebiete von Sandisfield, New Marlborough, Tyringham und Becket hervor. Die Grundstücke wurden für 40 Pfund Sterling (heute ca. 6.400 Pfund bzw. 7.600 Euro) an die Siedler verkauft.
Der Massachusetts General Court unterstützte die Landentwicklung, da sie als wichtiger Schritt zur Herstellung einer Straßenverbindung zwischen Boston und Albany angesehen wurde. Die Grundstücke in Sandisfield verkauften sich allerdings nur schleppend, sodass mit der Brown-Familie die ersten Siedler erst um 1750 eintrafen. Sie kamen aus der Gegend um Boston, sodass das neu gegründete Village New Boston getauft wurde. Später zogen weitere Familienmitglieder nach und errichteten am Flusslauf die erste wasserbetriebene Sägemühle der Umgebung. Es folgten weitere Siedler, und 1762 folgten die Inkorporation zu Sandisfield sowie die Gründung der ersten Schule der Stadt. Die Bevölkerung wuchs von 409 im Jahr 1765 auf 1044 im Jahr 1776.

### Föderale Periode (1776–1830)
Das Ziel, Boston mit Albany besser zu verbinden, wurde durch den umfangreichen und gezielten Straßenbau im Wesentlichen erreicht. Während des Amerikanischen Unabhängigkeitskriegs beherbergte das New Boston Inn Männer, die auf dem davor befindlichen Feld an Übungen der örtlichen Miliz teilnahmen.
New Boston profitierte vom zunehmenden Verkehr durch den gut befahrenen 10. Massachusetts Turnpike, der ab 1800 durch das Dorf führte. Das hohe Verkehrsaufkommen machte die Route für Postkutschen interessant, und ab ca. 1810 wurde das New Boston Inn zu einer Haltestelle für Postkutschen. Die Stadt blieb bis in die 1920er Jahre von der Postzustellung durch Postkutschen abhängig. Die Einwohnerzahl von Sandisfield von 1.857 im Jahr 1800 rechtfertigte schließlich eine dezidierte Poststation. Der weit verzweigten Brown-Familie gehörte inzwischen ein Großteil der Grundstücke und Gebäude der Stadt.
Die Dorfbewohner gründeten um 1808 eine Bibliothek mit etwa 350 Büchern. Sie war bis etwa 1848 in Betrieb und wurde dann an einen anderen Ort verlegt. 1825 folgte die Gründung des New Boston Post Office. Um 1830 hatte die Stadt 1.655 Einwohner.

### Frühe Industrielle Periode (1830–1870)
Die frühindustrielle Zeit war der Höhepunkt des Wohlstands von New Boston, das nahezu ausschließlich von Industrie, Handel und Landwirtschaft lebte. Wie in vielen ländlichen Kleinstädten und Dörfern Neuenglands zu Beginn der Industrialisierung üblich, nutzten auch die Einwohner von New Boston die Vorteile des Flusses, um wasserbetriebene Industrien zu entwickeln, was wiederum mehr Menschen, neue Häuser, Geschäfte und eine neue Schule nach sich zog. Um 1850 wurde die New Boston East School an der South Main Street als Ersatz für das Vorgängergebäude gebaut.
Die Entwicklung der Gemeinde wurde dadurch begünstigt, dass einige Einwohner von New Boston genügend Kapital angesammelt hatten, um in neue Unternehmen und Immobilien zu investieren. Das Ergebnis war die Ansiedlung einer Rechenfabrik, einer Schrotmühle, einer Möbelmanufaktur und einer Gerberei.
Die Volkszählungen auf Bundes- und Landesebene für 1850 zeigen, dass die Einwohner von New Boston entweder in der Landwirtschaft tätig waren oder in einem der Industriebetriebe des Dorfes arbeiteten, z. B. in der Rechenfabrik oder in der Roosterville-Möbelfabrik südlich des Dorfes. Sie arbeiteten als Arbeiter, Hausierer, Tischler, Möbelmacher, Müller, Säger und Gespannfahrer. Viele übten auch mehr als einen Beruf aus.
Zu Beginn der Industrialisierung gab es in New Boston viele Unternehmer und Investoren, die das Wachstum der Stadt förderten. Eine wichtige Person in der Entwicklung der Stadt war Dr. Samuel C. Parsons, ein Arzt, der nach seiner Ausbildung nach New Boston kam. Er eröffnete eine große Arztpraxis und war auch im Immobiliengeschäft tätig. Parsons war nicht nur als Arzt erfolgreich, sondern auch im öffentlichen Dienst als Richter auf Probe und 40 Jahre lang als Friedensrichter tätig. Sein Beitrag zur Entwicklung von New Boston war bedeutend.
Eine weitere herausragende Persönlichkeit der frühen Industrialisierung New Bostons war Orlow Northway. Wie Samuel C. Parsons, der seine Arztpraxis weiterführte und gleichzeitig in Immobilien und Industrie investierte, war Northway, der aus Sandisfield stammte, ein Hereford-Rinderzüchter, Präsident der Lee and New Haven Railway sowie Magistrat und Stadtrat in Sandisfield. Er investierte viel in die Industrie und den Grundbesitz von New Boston. So kaufte er 1855 das New Boston Inn und verkaufte es 1864 an C. H. Hunt.
Die gesamte Stadt Sandisfield schien zu diesem Zeitpunkt auf ein exponentielles Wachstum vorbereitet zu sein. Als daher Pläne zum Bau der Western Railroad auftauchten, die die Boston and Worcester Railroad mit der Hudson and Berkshire Railroad an der Grenze zum Bundesstaat New York verbinden sollte, hofften viele Menschen in Sandisfield, dass die Strecke durch ihre Stadt führen und der Industrie einen weiteren wirtschaftlichen Aufschwung bringen würde. Die Bahnlinie wurde jedoch nördlich der Stadt gebaut und führte durch Springfield, Chester und Pittsfield im Westen von Massachusetts.

### Späte Industrielle Periode (1870–1915)
New Boston erlebte während der spätindustriellen Periode bedeutende wirtschaftliche Veränderungen. Zu Beginn der Periode waren die Landwirte erfolgreich, indem sie sich auf Apfelplantagen und die Produktion von Ahornsirup konzentrierten; die Handels- und Industriebesitzer blieben bestehen und waren zeitweise stark. Insgesamt musste die Stadt, die in der vorangegangenen Periode floriert hatte, jedoch ihre Erwartungen zurückschrauben. Da Sandisfield nicht an die Eisenbahnlinie zwischen Boston und Albany angeschlossen wurde, schrumpfte die Bevölkerung, und den Unternehmen fehlte der Absatzmarkt. Die Farmen konnten nicht mit denen konkurrieren, die Zugang zur Eisenbahn hatten; viele Farmen wurden an die ältere Generation übergeben, die sie mehr schlecht als recht bewirtschaftete, oder einfach aufgab. Die Stadtverwaltung hatte die meiste Zeit nur geringe Einnahmen, mit denen sie arbeiten konnte.
Der Niedergang wurde dadurch beschleunigt, dass die Stadt beschloss, 40.000 Dollar in Aktien der Eisenbahngesellschaft zu investieren, um eine Eisenbahnlinie durch das Farmington River Valley von Lee, Massachusetts, nach New Haven, Connecticut, zu bauen. Die Stadt gab daraufhin Anleihen zu 7 % Zinsen an die Einwohner aus. Mit dem Geld aus dem Anleiheverkauf gab die Stadt 26.000 Dollar für die Planierung der Gleise und 2.000 Dollar für unvorhergesehene Ausgaben aus. Der Staat sollte der Stadt den vollen Betrag erstatten, aber es sollte bis 1882 dauern, bis die Rückzahlung erfolgte. Zu diesem Zeitpunkt, im Jahr 1870, trugen drohende Steuererhöhungen dazu bei, dass viele die Stadt verließen. In jenem Jahr (1870) betrug die Einwohnerzahl 1.482, und bis 1910 war sie um mehr als die Hälfte auf 566 zurückgegangen.
Die Verschuldung der Eisenbahn war jedoch nicht der einzige Faktor für den Einwohnerschwund in Sandisfield. Die Landwirtschaft war im Vergleich zum Mittleren Westen weniger profitabel, und die Industrien siedelten sich zunehmend in Gegenden an, die über mehr Wasserkraft verfügten. In Sandisfield waren alle bis auf eine einzige Fabrik direkt abhängig von der örtlichen Wasserkraft. Nur wenige hielten dem Abschwung etwas entgegen, indem sie beispielsweise mit der Neugründung von Milchwirtschaftsbetrieben Unternehmen gründeten, die nicht vom Wasser abhängig waren. Die Gemeinde hielt ihr bürgerliches Leben lebendig, indem sie Gruppen gründete, die kulturelle Veranstaltungen organisierten und Geld für wohltätige Zwecke sammelten. So gab es beispielsweise 1879 einen New Boston Dramatic Club, der Theaterstücke aufführte.
Ein beliebtes Anliegen der Gemeinde wurde von Pastor Calvin B. McLean, Pfarrer der Congregational Society in New Boston, vorangetrieben. Von 1876 bis 1880 führte er eine Spendenaktion für den Bau einer kongregationalistischen Kirche in New Boston durch. Es kamen 2.300 Dollar zusammen, und in den Jahren 1878–1879 wurde die New Boston Congregational Church in der Sandisfield Road 4 gebaut. Im Jahr 1897 gründeten die Frauen der Kirche die New Boston Ladies Aid, um Geld für den Erhalt der Kirche und andere wohltätige Projekte zu sammeln. Sie waren es auch, die um 1900 den Bau des Gemeindehauses direkt neben dem Kirchengebäude veranlassten, in dem ihre Veranstaltungen stattfanden und in dem später die Sandisfield Grange ihre Versammlungen abhielt und Theaterstücke aufführte.
Obwohl Handel und Industrie in New Boston nicht nennenswert litten, verließen in den 1880er Jahren immer mehr Farmer, die ihre Steuern nicht mehr zahlen konnten, Sandisfield und gaben viele Ländereien auf. Zwischen 1875 und 1879 verloren 36 Familien in Sandisfield ihre Farmen durch Zwangsversteigerungen. Die in der Stadt verbliebenen Landwirte konzentrierten sich weiterhin auf die Milchwirtschaft.
Ab etwa 1900 kamen neue Familien – Einwanderer aus Nord-, Ost- und Westeuropa, von den Britischen Inseln und aus Kanada – nach Sandisfield. Die meisten Einwanderer waren Iren, aber auch osteuropäisch-jüdische Familien aus New York kamen in großer Zahl. Sie wurden von verschiedenen New Yorker Wohltätigkeitsorganisationen wie dem Baron DeHirsch Fund betreut und finanziert, der ihnen Kredite für den Kauf verlassener Farmen in Sandisfield zur Verfügung stellte. Obwohl die Gesamtbevölkerung der Stadt weiter schrumpfte, wirkten sich die neuen Bewohner kulturell bereichernd auf die gesamte Stadt aus, insbesondere auf die landwirtschaftlich geprägten Stadtteile, und in geringerem Maße auch auf New Boston.

### Frühe Moderne (1915–1940)
Reisen nach New Boston und zum New Boston Inn wurden aufgrund der steigenden Anzahl von Autofahrern immer beliebter. Die Stadt wurde zu einem Freizeit- und Unterhaltungsort, und zusätzlich zum Gasthaus eröffneten mehrere Unterhaltungslokale für Musik und Tanz in Sandisfield. Die Pinecrest Dance Hall war eines dieser Lokale und wurde 1935 von Sebastian und Louise Orso erbaut. Sie war ein beliebter Tanzsaal mit regelmäßigen Live-Band-Auftritten. In der Nähe von New Boston wurde 1936 ein Skisprunggelände namens Suicide Hill vom New England Ski Club errichtet. Es zog Menschen aus verschiedenen Bundesstaaten an und das nahegelegene New Boston Inn wurde oft von Gästen genutzt, die an den Winter-Skisprungausstellungen teilnahmen. Charles Strickland, der Besitzer des New Boston Inn, hatte auch ein Haus in der Sandisfield Road 3, das als Unterkunft für Gäste und als Treffpunkt für Skifahrer und Zuschauer diente. Die Skisprungschanze wurde nach dem Hurrikan im Jahr 1938 geschlossen, aber die Wintergäste kamen weiterhin zum Skifahren in die Region.
Sandisfield hatte 1920 noch 460 Einwohner, aber 1930, zu Beginn der Weltwirtschaftskrise, war die Einwohnerzahl auf 412 gesunken. New Boston Village als Handelszentrum erging es besser als den rein ländlichen Gebieten der Stadt. In diesen Gebieten gingen weitere Bauernhöfe verloren und wurden aufgegeben, was zum Teil auf eine Dürre zurückzuführen war, die von 1929 bis 1933 andauerte. Diejenigen Einwohner von New Boston, die Land besaßen, betrieben weiterhin Landwirtschaft.

### Moderne (1941–1970)
Während des Zweiten Weltkrieges wurde das New Boston Inn geschlossen und die Einwohnerzahl von Sandisfield sank bis Kriegsende 1945 auf 370 Personen. Insgesamt hatte die Stadt 67 Männer in den Krieg geschickt. Aufgrund der Benzinknappheit während des Krieges und der jungen Männer, die im Krieg waren, gab es keinen großen Bedarf für einen Tanzsaal, sodass das Pinecrest um 1945 in ein Restaurant-Motel umgewandelt wurde. 1942 wurde der heutige American Legion Post 456 in New Boston Village als Sandisfield Veterans Club gegründet; die Treffen fanden zunächst in Privathäusern statt. In den 1940er Jahren sank die Schülerzahl an der New Boston East School so stark, dass nur noch acht Klassen in dem kleinen Gebäude unterrichtet werden konnten. Angesichts dieser geringen Schülerzahl schloss die Stadt Sandisfield 1947 die Schule und überließ dem Sandisfield Veterans Club das Grundstück und das Gebäude des New Boston East Schoolhouse, wobei sich die Schulbehörde das Recht vorbehielt, das Gebäude in Notfällen zu nutzen, die Schule aber für den regulären Betrieb zu schließen.
Im ehemaligen Schulgebäude gründeten die Mitglieder der American Legion die erste Freiwillige Feuerwehr von New Boston, und um 1950 baute die Stadt eine Feuerwache an die Schule an. Die Veteranen hielten ihre Versammlungen weiterhin in der Schule ab, bis sie um 1964 als „American Legion Post 456“ ihren eigenen Versammlungsraum und Pavillon auf dem gleichen Grundstück nördlich der Schule und der Feuerwache errichteten. Zwischen 1964 und 1970 wurde das 5 Acres (2 ha) große Grundstück in zwei etwa gleich große Parzellen geteilt, und die American Legion ließ das Land der beiden Parzellen als Park anlegen. Der Park wurde nach dem Postbeamten Richard Hamilton als Hamilton Grove benannt und umfasst einen Teich, der durch das Aufstauen eines kleinen Baches aus dem Westarm des Farmington River entstanden ist.
Nach Kriegsende kamen mehrere Künstler, Schriftsteller, Sänger und Komponisten aus New York nach New Boston, und die Verbindung zwischen dem Ort und der Stadt nahm wieder zu. Einige kamen nur für kurze Zeit, andere kauften Häuser und blieben für Jahre. Anne Morrow Lindbergh kam nach New Boston und wohnte im Sommer 1947 für einige Wochen im Brown House (3 Sandisfield Road), das damals als Inn Annex bekannt war. Dort schrieb sie Teile von A Gift from the Sea. Der Opernstar Florence Wickham Lueder kaufte das Haus in der Sandisfield Road 15 im Jahr 1945. Lueders Gesangskarriere an der Metropolitan Opera war zu diesem Zeitpunkt bereits beendet, aber zwischen 1945 und 1961 komponierte sie für Musiktheater in New Boston.
1955 brachten zwei aufeinander folgende Hurrikans enorme Überschwemmungen in den Westen von Massachusetts. Die Brücken von New Boston, darunter die 1938 erbaute Rugg Bridge an der Sandisfield Road, standen drei Meter hoch unter Wasser. Um den steigenden Fluten zu entgehen, mussten die Einwohner von New Boston in der Congregational Church Zuflucht suchen, die höher als die Flüsse liegt. Straßen wurden unterspült, viele Häuser und Nebengebäude beschädigt. Die Kosten für die Landwirte waren hoch, denn sie verloren ihr Vieh und ihre Ernten auf den überschwemmten Feldern und in den Scheunen. Die Zahl des Geflügels sank auf 17.863, und in der Stadt gab es nur noch neun Schweine. Einige der betroffenen Landwirte zogen es vor, die Stadt zu verlassen und die Landwirtschaft aufzugeben.

### Jüngere Vergangenheit
Die jüngere Geschichte von New Boston ist geprägt von einigen Neubauten, mehreren Abrissen und Umnutzungen von Gebäuden aus früheren Epochen. In den 1970er Jahren wurden an der North Main Street 98 zwei Scheunen im Neuengland-Stil und ein Büro/Geschäft für eine Heizölfirma errichtet. Die ehemaligen Wasserkraftwerke für die Mühlen und die Rechenfabrik, die sich früher auf dem Gelände befanden, wurden zugeschüttet und sind nicht mehr erkennbar. Weitere Gebäude, die nach 1970 errichtet wurden, sind der New Boston Sled Shop, der um 1990 gebaut wurde und das 1983 geschlossene Pinecrest Motel als Lager nutzt. Die Stadt errichtete zudem 1977 in der Sandisfield Road ein Bibliotheks- und Gemeindezentrum im Kolonialstil.

## Bedeutsame Bauwerke

### New Boston Inn
Das New Boston Inn ist eine historische Gaststätte. Das Mitte des 18. Jahrhunderts errichtete Gebäude zählt zu den ältesten der Stadt. Es wurde 1988 in das National Register of Historic Places aufgenommen und ist seit 2022 Contributing Property zum New Boston Village Historic District. Die Gaststätte ist nach eigenen Angaben die älteste im Berkshire County und bietet auch Bed and Breakfast an.

### New Boston East Schoolhouse
Dem heute nicht mehr genutzten ehemaligen Schulgebäude wurde 1950 ein Feuerwehrhaus als Anbau hinzugefügt. Das Schulhaus weist keine stilistischen Merkmale auf, sondern ist ein Zweckbau mit dem aus Mauerziegeln im Colonial-Revival-Stil errichteten Feuerwehrhaus an der Nordseite und einem Flügel und einem Anbau an der Südseite.

### New Boston Congregational Church
Die 1879 geweihte New Boston Congregational Church (auch „Little Brown Church“) ist ein beeindruckendes Beispiel für den späten Gothic-Revival-Stil. Das Gebäude hat ein geneigtes Satteldach mit einem schmalen Ortgangbrett. Die Eingänge befinden sich in den äußeren Jochen. Zwischen den Fenstern ist der Zwickel mit Bandelwerk verziert. Die Eingänge zur Kirche sind über Treppen im Chippendale-Stil erreichbar. Der Giebel der Südfassade ist mit einem vorspringenden Schindelfeld verziert. Auf dem Dachfirst befindet sich ein offener Glockenturm mit bogenförmigen Öffnungen und einer Turmspitze mit ausgestellter Traufe.